# Bùi Văn Cường
Bùi Văn Cường (sinh ngày 18 tháng 6 năm 1965) là một chính trị gia người Việt Nam, nguyên là Ủy viên Ban Chấp hành Trung ương Đảng khóa XIII, Tổng thư ký Quốc hội kiêm Chủ nhiệm Văn phòng Quốc hội. Ông từng là đại biểu Quốc hội ba khóa liên tiếp XIII, XIV và XV, Bí thư Tỉnh ủy Đắk Lắk, Phó Chủ tịch Liên hiệp Công đoàn Thế giới kiêm Chủ tịch Tổng Liên đoàn Lao động Việt Nam. Ông được Quốc hội miễn nhiễm chức tổng thư ký Quốc hội vào ngày 24 tháng 10 năm 2024 và sau đó bị Ủy ban Kiểm tra Trung ương đề nghị kỷ luật vì các sai phạm khi còn làm Bí Thư Tỉnh Ủy Đắk Lắk.

## Tiểu sử

### Thành đoàn Hải Phòng và Trung ương Đoàn
Bùi Văn Cường sinh ngày 18 tháng 6 năm 1965, tại xã Thăng Long, thị xã Kinh Môn, tỉnh Hải Dương. Sau khi hoàn thành bằng Kỹ sư chuyên ngành Điều khiển tàu biển, ông tiếp tục học Thạc sĩ ngành Kỹ thuật An toàn Hàng hải. Năm 1990, ông trở thành giảng viên tại Trường Đại học Hàng hải và lần lượt trải qua các chức vụ như Bí thư Đoàn trường, Thường trực Đảng ủy rồi Phó Giám đốc Trung tâm Ngoại ngữ và Giám đốc Trung tâm đào tạo và giới thiệu việc làm. Trong khoảng thời gian này, ông gia nhập Đảng Cộng sản Việt Nam vào ngày 14 tháng 6 năm 1993 và chính thức trở thành Đảng viên vào 1 năm sau đó. Từ tháng 10 năm 1997, ông là Phó Bí thư Thành đoàn Hải Phòng và bắt đầu đảm nhiệm các chức vụ thuộc khối Đảng ủy của thành phố, trong đó có Chủ tịch Hội đồng đội, Chủ tịch Công đoàn khối cơ quan và Chủ nhiệm Ủy ban Kiểm tra Đảng ủy khối cơ quan thuộc Thành đoàn Hải Phòng.
Từ năm 1999 đến 2006, ông liên tiếp đảm nhận nhiều chức vụ trong Trung ương Đoàn và Hội Sinh viên Việt Nam trong đó có Trưởng Ban Tổ chức Trung ương Đoàn và Trưởng Ban Kiểm tra Trung ương Hội Sinh viên Việt Nam. Đến ngày 20 tháng 10 năm 2006, Hội nghị Ban Chấp hành Trung ương Đoàn Thanh niên Cộng sản Hồ Chí Minh khóa 8 lần thứ 10 bầu thêm 3 Bí thư Trung ương đoàn, trong đó có Bùi Văn Cường và Võ Văn Thưởng – người về sau trở thành Chủ tịch nước trẻ tuổi nhất trong lịch sử Việt Nam. Thời gian sau, ông trở thành một thành viên của Ban Chỉ đạo Quốc gia.

### Tỉnh ủy Gia Lai và Đắk Lắk
Ngày 14 tháng 5 năm 2008, Bùi Văn Cường được điều về Tỉnh ủy Gia Lai giữ chức Phó Bí thư Tỉnh ủy khóa 13. Tại Đại hội Đảng Cộng sản Việt Nam lần thứ 11 vào tháng 1 năm 2011, ông trở thành một trong những Ủy viên dự khuyết của Ban Chấp hành Trung ương Đảng. Cũng tại đại hội này, ông được để cử để bầu làm Trưởng ban Dân nguyện của Quốc hội nhưng chỉ đạt được 47% số phiếu thuận nên đề cử này không được thông qua. Tháng 8 năm đó, ông trở thành Đại biểu Quốc hội khóa 13 thuộc đoàn đại biểu tỉnh Gia Lai, và được bổ nhiệm vào Ban Dân vận Trung ương giữ chức Phó Trưởng ban.
Đến ngày 26 tháng 6 năm 2012, Bùi Văn Cường thôi giữ chức vụ tại Ban Dân vận để tham gia Ban Chấp hành, Ban Thường vụ và giữ chức Bí thư Đảng ủy khối Doanh nghiệp Trung ương nhiệm kỳ 2010 – 2015. Đến ngày 15 tháng 10 năm 2015, ông tái đắc Bí thư Đảng ủy khối Doanh nghiệp Trung ương. Tại Đại hội Đảng lần thứ 12 vào tháng 1 năm 2016, ông chính thức trở thành Ủy viên Ban Chấp hành Trung ương Đảng. Tháng 4 năm 2016, ông được bổ nhiệm làm Bí thư Đảng đoàn Tổng Liên đoàn Lao động Việt Nam vào ngày 12, và trở thành Chủ tịch Tổng liên đoàn chỉ hai ngày sau đó. Trong ngày 15 tháng 7 năm 2017, ông Cường với tư cách là Chủ tịch Tổng Liên đoàn Lao động Việt Nam đã chủ trì Lễ kỷ niệm 70 năm ngày Thương binh liệt sĩ và khánh thành Giai đoạn 1 Khu tưởng niệm chiến sĩ Gạc Ma ở Cam Hải Đông, Cam Lâm, Khánh Hoà. Sau khi hết nhiệm kỳ khóa 11, ông tiếp tục tái đắc cử vị trí Chủ tịch Tổng Liên đoàn Lao động Việt Nam vào tháng 9 năm 2018.
Cũng trong khoảng thời gian này, ông tiếp tục nghiên cứu và bảo vệ thành công luận văn tiến sĩ Khoa học hàng hải vào năm 2018 với đề tài "Nghiên cứu tác động của tổ hợp chân vịt-bánh lái đến điều khiển hướng đi tàu thủy trên tuyến luồng Hải Phòng." Chiều ngày 19 tháng 7 năm 2019, Bùi Văn Cường được bổ nhiệm giữ chức Bí thư Tỉnh ủy Đắk Lắk nhiệm kỳ 2015 – 2020 thay cho ông Ê Ban Y Phu vừa về hưu không lâu trước đó. Đến tháng 10 năm 2020, ông tái đắc cử vị trí này tại Đại hội Đảng bộ tỉnh lần thứ 17.

### Tổng thư ký Quốc hội
Đầu năm 2021, ông tiếp tục trở thành Ủy viên Ban Chấp hành Trung ương Đảng khóa 13. Đến tháng 4 cùng năm, ông được Quốc hội Việt Nam bầu làm Tổng thư ký Quốc hội kiêm Chủ nhiệm Văn phòng Quốc hội. Vị trí Bí thư Tỉnh ủy Đắk Lắk nhiệm kỳ 2020 – 2025 do ông Nguyễn Đình Trung, nguyên Chủ tịch Ủy ban nhân dân tỉnh Đắk Nông, đảm nhiệm.
Chiều ngày 19 tháng 4 năm 2021, lễ trao quyết định chỉ định Bí thư Đảng ủy Văn phòng Quốc hội và bàn giao công tác Đảng của Đảng bộ cơ quan Văn phòng Quốc hội đã được diễn ra tại tòa nhà Quốc hội. Trong buổi lễ này, Bí thư Đảng ủy Khối các cơ quan Trung ương Huỳnh Tấn Việt đã trao Quyết định chỉ định Ủy viên Ban Chấp hành, Ban Thường vụ, Bí thư Đảng ủy cơ quan Văn phòng Quốc hội nhiệm kỳ 2020 – 2025 cho Tổng Thư ký Quốc hội kiêm Chủ nhiệm Văn phòng Quốc hội Bùi Văn Cường. Tháng 3 năm 2023, Hội nghị Hiệp hội các Tổng thư ký Nghị viện Thế giới ASGP diễn ra tại Manama, thủ đô Bahrain. Bùi Văn Cường với tư cách là Tổng thư ký Quốc hội đã dẫn đầu đoàn Việt Nam tham dự hội nghị này. Ngày 25 tháng 10 năm 2024, Quốc hội đã thông qua nghị quyết miễn nhiệm chức vụ Tổng thư ký Quốc hội của Bùi Văn Cường, để ông nghỉ hưu theo nguyện vọng cá nhân.

## Bê bối

### Bị tố cáo đạo văn
Vào khoảng tháng 3 năm 2020, một giáo viên thể dục Trường Tiểu học dân lập Nguyễn Khuyến, Buôn Ma Thuột, Đắk Lắk là Hoàng Minh Tuấn đã gửi đơn tố cáo lên Ban tổ chức Trung ương cùng nhiều lãnh đạo tỉnh Đắk Lắk và Trung ương, cáo buộc ông Bùi Văn Cường đạo luận án tiến sĩ. Đến ngày 14 tháng 5, Bộ Giáo dục và Đào tạo Việt Nam đã ra văn bản chính thức kết luận việc tố cáo luận văn tiến sĩ của Bùi Văn Cường đạo văn là hoàn toàn không có cơ sở. Mặc dù đã nhận được kết luận về việc thẩm tra cũng như viết cam kết không tiếp tục vu khống nhưng ông Hoàng Minh Tuấn tiếp tục gửi đơn về nhiều đơn vị, ông Tuấn đã bị bắt vì tội vu khống. Không chỉ dừng lại ở đó, sau khi mở rộng điều tra, một giảng viên Trường Đại học Tôn Đức Thắng là Phạm Đình Qúy cũng đã bị bắt vào tháng 9 vì "xúi dục, bàn bạc và thuê tiền để ông Tuấn vu khống".
Trước đó vào tháng 8 cùng năm, tạp chí Môi trường và Xã hội đã đăng tải một bài viết của ông Phạm Đình Quý cáo buộc ông Bùi Văn Cường "đạo luận án Tiến sĩ, gian dối học thuật để trèo cao nhằm mục đích không trong sáng, gây bất bình trong nhân dân". Đến ngày 30 tháng 9, tạp chí này đã bị Cục Báo chí thuộc Bộ Thông tin và Truyền thông phạt 50 triệu đồng và thu hồi giấy phép 2 tháng vì có hành vi vi phạm thông tin sai sự thật gây ảnh hưởng rất nghiêm trọng. Tạp chí này cũng bị yêu cầu phải cải chính, xin lỗi theo quy định. Đến ngày 2 tháng 10 năm 2020, công an tỉnh Đắk Lắk ra quyết định khởi tố bị can và lệnh bắt tạm giam Phạm Đình Quý để điều tra về hành vi vu khống được quy định trong Bộ luật hình sự Việt Nam. Một tuần sau, Tiểu ban Bảo vệ Chính trị nội bộ thuộc Ban Chấp hành Trung ương Đảng Cộng sản Việt Nam đã đưa ra kết luận chính thức rằng Bùi Văn Cường không có hành vi đạo văn trong luận án tiến sĩ như nội dung tố cáo trước đó.
Trong suốt thời gian sự việc diễn ra, liên tiếp có nhiều thông tin trái chiều được đăng tải bởi các báo Việt Nam và báo nước ngoài như BBC, RFA, VOA, được cho là có liên quan đến Đại hội Đảng Cộng sản Việt Nam lần thứ XIII sẽ diễn ra sau đó vào đầu năm 2021. Ngày 17 tháng 1 năm 2022, Tòa án nhân dân thành phố Buôn Ma Thuột đã mở phiên tòa xét xử sơ thẩm đối với Hoàng Minh Tuấn và Phạm Đình Quý. Cả hai lần lượt nhận mức án 2 năm 6 tháng tù và 9 tháng tù vì tội vu khống.

### Bị kỷ luật
Ngày 29 tháng 10 năm 2024, Ủy ban Kiểm tra Trung ương đề nghị cấp có thẩm quyền xem xét, thi hành kỷ luật Ban Thường vụ Tỉnh ủy Đắk Lắk nhiệm kỳ 2015 – 2020 và cá nhân ông Bùi Văn Cường vì đã vi phạm nguyên tắc tập trung dân chủ, quy chế làm việc, thiếu trách nhiệm, buông lỏng lãnh đạo, chỉ đạo để UBND tỉnh và nhiều tổ chức, cá nhân vi phạm quy định của Đảng, pháp luật của Nhà nước trong tổ chức thực hiện dự án đầu tư xây dựng đường Hồ Chí Minh đoạn tránh phía Đông thành phố Buôn Ma Thuột, trong thực hiện một số dự án điện năng lượng mặt trời, điện gió; một số cán bộ, đảng viên, trong đó có cán bộ chủ chốt của tỉnh vi phạm quy định của Đảng, pháp luật của Nhà nước về phòng, chống tham nhũng, tiêu cực, vi phạm quy định những điều đảng viên không được làm và trách nhiệm nêu gương.